# Aquita ectrocta
Aquita ectrocta är en fjärilsart som beskrevs av George Francis Hampson 1907. Aquita ectrocta ingår i släktet Aquita och familjen trågspinnare. Inga underarter finns listade i Catalogue of Life.